# Resistin

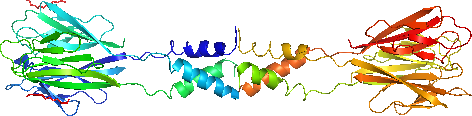
Resistin.

Resistin är ett cysteinrikt protein som agerar som hormon. Det utsöndras från immunförsvarsceller samt endotelceller hos primater. Hos gnagare utsöndras det istället av adipocyter. Resistin är ett viktigt hormon i uppkomsten av insulinresistens, och dess förekomst i blodet är relaterat till inflammation och fetma.